# 60A busz (Pécs)
A pécsi 60A jelzésű autóbusz a Meszes déli csücskében található Budai Állomás, a Kertváros és Megyer kapcsolatát látja el.

## Útvonala
| Budai Állomás → Aidinger János út → Budai Állomás |
| --- |
| Budai Állomás – Schroll József út – Zsolnay Vilmos utca – Rákóczi út – Alsómalom utca – Árpád híd – Siklósi út – Táncsics Mihály utca – Málomi út – Aidinger János út – Nagy Imre út – Maléter Pál út – Málomi út – Táncsics Mihály utca – Siklósi út – Árpád híd – Alsómalom utca – Alsómalom utca – Rákóczi út – Zsolnay Vilmos utca – Budai Állomás |
| István-akna → Budai Állomás → Aidinger János út → Budai Állomás |
| István-akna – István-akna – Béta-aknai út – Árpádtető – Komlói út – Zsolnay Vilmos utca – Rákóczi út – Alsómalom utca – Árpád híd – Siklósi út – Táncsics Mihály utca – Málomi út – Aidinger János út – Nagy Imre út – Maléter Pál út – Málomi út – Táncsics Mihály utca – Siklósi út – Árpád híd – Alsómalom utca – Alsómalom utca – Rákóczi út – Zsolnay Vilmos utca – Budai Állomás |
| Mecsekszabolcs → Budai Állomás → Aidinger János út → Budai Állomás |
| Mecsekszabolcs – Szabadságharc utca – Szabolcsi út – Komlói út – Zsolnay Vilmos utca – Rákóczi út – Alsómalom utca – Árpád híd – Siklósi út – Táncsics Mihály utca – Málomi út – Aidinger János út – Nagy Imre út – Maléter Pál út – Málomi út – Táncsics Mihály utca – Siklósi út – Árpád híd – Alsómalom utca – Alsómalom utca – Rákóczi út – Zsolnay Vilmos utca – Budai Állomás |
| Hird, Harangláb utca → Budai Állomás → Aidinger János út → Budai Állomás |
| Hird, Harangláb utca – Harangláb utca – Zengő utca – Szövőgyár utca – forduló – Szövőgyár utca – Hirdi út – Szövetkezet utca – Mázsaház utca – Búzakalász utca – Őrmezei út – Pécsváradi út – Zsolnay Vilmos utca – Rákóczi út – Alsómalom utca – Árpád híd – Siklósi út – Táncsics Mihály utca – Málomi út – Aidinger János út – Nagy Imre út – Maléter Pál út – Málomi út – Táncsics Mihály utca – Siklósi út – Árpád híd – Alsómalom utca – Alsómalom utca – Rákóczi út – Zsolnay Vilmos utca – Budai Állomás |

## Megállóhelyei
| 60A (István-akna → Budai Állomás → Kertváros → Budai Állomás) 60A (Mecsekszabolcs → Budai Állomás → Kertváros → Budai Állomás) 60A (Hird, Harangláb utca → Budai Állomás → Kertváros → Budai Állomás) 60A (Budai Állomás → Kertváros → Budai Állomás) |          |          |                                 | |                                                                                              |
| Perc (↓) | Perc (↓) | Perc (↓) | Megállóhely                     | Megállóhelyet érintő járatok | Létesítmények                                                                                |
| 0 | ∫        | ∫        | István-akna végállomás          | 4, 12, 15, 26, 60A, 82, 104 |                                                                                              |
| 1 | ∫        | ∫        | István-akna I.                  | 4, 12, 15, 26, 60A, 82, 104 |                                                                                              |
| 2 | ∫        | ∫        | István-akna II.                 | 4, 12, 15, 26, 60A, 82, 104 |                                                                                              |
| 3 | ∫        | ∫        | István III. akna                | 4, 12, 60A |                                                                                              |
| 5 | ∫        | ∫        | Béta-aknai út                   | 4, 12, 60A |                                                                                              |
| 7 | ∫        | ∫        | Árpádtetői elágazás             | 4, 12, 60A |                                                                                              |
| 9 | ∫        | ∫        | Hősök tere                      | 2A, 4, 12, 60A · Helyközi autóbuszok |                                                                                              |
| 10 | ∫        | ∫        | Ibolya utca                     | 2A, 4, 12, 60A |                                                                                              |
| 11 | ∫        | ∫        | Bánomi út                       | 2A, 4, 12, 60A · Helyközi autóbuszok |                                                                                              |
| ∫ | 0        | ∫        | Mecsekszabolcs végállomás       | 2, 2E, 60, 60A |                                                                                              |
| ∫ | 1        | ∫        | Szőlőhegyi út                   | 2, 2E, 60, 60A |                                                                                              |
| ∫ | 2        | ∫        | Árpád utca                      | 2, 2E, 60, 60A |                                                                                              |
| 12 | 3        | ∫        | Fehérhegy                       | 2, 2A, 2E, 4, 12, 60, 60A · Helyközi autóbuszok |                                                                                              |
| 13 | 4        | ∫        | Meszes                          | 2, 2A, 2E, 4, 12, 60, 60A |                                                                                              |
| 14 | 5        | ∫        | Kőrös utca                      | 2, 2A, 2E, 4, 12, 60, 60A |                                                                                              |
| 15 | 6        | ∫        | Meszesi iskola                  | 2, 2A, 2E, 4, 12, 60, 60A |                                                                                              |
| ∫ | ∫        | 0        | Hird, Harangláb utca végállomás | 13, 13E, 13Y, 60A, 104A, 104E, 104Y |                                                                                              |
| ∫ | ∫        | 1        | Hadik András utca               | 13, 13E, 13Y, 60A, 104A, 104E, 104Y |                                                                                              |
| ∫ | ∫        | 3        | Zengő utca                      | 13, 13E, 13Y, 60A, 104A, 104E, 104Y |                                                                                              |
| ∫ | ∫        | 4        | Szövőgyár utca                  | 13, 13E, 13Y, 60A, 104A, 104E, 104Y |                                                                                              |
| ∫ | ∫        | 7        | Hirdi út                        | 13, 13E, 13Y, 60A, 104A, 104E, 104Y |                                                                                              |
| ∫ | ∫        | 9        | Kerékhegy                       | 13, 13Y, 60A, 104A, 104Y |                                                                                              |
| ∫ | ∫        | 10       | Vasasi temető                   | 13, 13Y, 14, 14Y, 60A, 82, 102, 102Y, 104, 104A, 104Y |                                                                                              |
| ∫ | ∫        | 11       | Vashíd                          | 13, 13Y, 14, 14Y, 60A, 82, 102, 102Y, 104, 104A, 104Y |                                                                                              |
| ∫ | ∫        | 12       | Gabona utca                     | 13, 13Y, 14, 14Y, 60A, 82, 102, 102Y, 104, 104A, 104Y |                                                                                              |
| ∫ | ∫        | 13       | Máladó utca                     | 13, 13Y, 14, 14Y, 60A, 82, 102, 102Y, 104, 104A, 104Y |                                                                                              |
| ∫ | ∫        | 14       | Somogyi templom                 | 13, 13Y, 14, 14Y, 15, 15A, 25, 26, 60A, 102, 102Y, 104, 104A, 104Y |                                                                                              |
| ∫ | ∫        | 15       | Somogyi temető                  | 13, 13Y, 14, 14Y, 15, 15A, 25, 26, 60A, 102, 102Y, 104, 104A, 104Y |                                                                                              |
| ∫ | ∫        | 16       | Őrmezei út, Szödrös             | 13, 13Y, 14, 14Y, 15, 15A, 25, 26, 60A, 102, 102Y, 104, 104A, 104Y |                                                                                              |
| ∫ | ∫        | 17       | Murom                           | 13, 13E, 13Y, 14, 14Y, 15, 15A, 25, 26, 60A, 102, 102Y, 104, 104A, 104E, 104Y · Helyközi autóbuszok                                                                        |                                                                                              |
| ∫ | ∫        | 19       | Ördögárok                       | 13, 13Y, 14, 14Y, 15, 15A, 25, 26, 60A, 102, 102Y, 104, 104A, 104Y |                                                                                              |
| ∫ | ∫        | 20       | Danitz puszta                   | 13, 13Y, 14, 14Y, 15, 15A, 25, 26, 60A, 102, 102Y, 104, 104A, 104Y |                                                                                              |
| ∫ | ∫        | 21       | Eperfás út                      | 13, 13E, 13Y, 14, 14Y, 15, 15A, 25, 26, 60A, 102, 102Y, 104, 104A, 104E, 104Y · Helyközi autóbuszok                                                                        |                                                                                              |
| ∫ | ∫        | 22       | Andrássy út                     | 13, 13Y, 14, 14Y, 15, 15A, 25, 26, 60A, 102, 102Y, 104, 104A, 104Y |                                                                                              |
| 16 | 7        | 24       | Budai Állomás                   | 2, 2A, 2E, 4, 4Y, 12, 13, 13E, 13Y, 14, 14Y, 15, 15A, 16, 25, 26, 26A, 30Y, 60, 60A, 60Y, 102, 102Y, 104, 104A, 104E, 104Y · Helyközi autóbuszok                           | Tesco, Autóbusz-állomás                                                                      |
| 17 | 8        | 25       | Gyárvárosi templom              | 2, 2A, 4, 4Y, 13, 13E, 13Y, 14, 14Y, 15, 15A, 25, 26, 26A, 30Y, 60, 60A, 60Y, 102, 102Y, 104, 104A, 104E, 104Y                                                             | Gyárvárosi templom, Szieberth Róbert Általános Iskola és Alapfokú Művészetoktatási Intézmény |
| 19 | 10       | 27       | Mohácsi út                      | 2, 2A, 4, 4Y, 13, 13E, 13Y, 14, 14Y, 15, 15A, 20, 21, 21A, 25, 26, 30Y, 60, 60A, 60Y, 102, 102Y, 104, 104A, 104E, 104Y, 121 · Helyközi autóbuszok                          | ATI, Autóklub                                                                                |
| 21 | 12       | 29       | Zsolnay Negyed                  | 2, 2A, 4, 4Y, 13, 13E, 13Y, 14, 14Y, 15, 15A, 20, 21, 21A, 30Y, 60, 60A, 60Y, 102, 102Y, 104, 104A, 104E, 104Y, 121                                                        | Balokány-liget, Zsolnay porcelángyár, EKF kulturális negyed                                  |
| 22 | 13       | 30       | 48-as tér                       | 2, 2A, 2E, 4, 4Y, 13, 13E, 13Y, 14, 14Y, 15, 15A, 20, 21, 21A, 30Y, 60, 60A, 60Y, 102, 102Y, 104, 104A, 104E, 104Y, 121 · Helyközi autóbuszok · Pécs-Külváros              | Egyetemi kollégium, Egyesített Egészségügyi Intézmény kirendeltsége, EKF kulturális negyed   |
| 24 | 15       | 32       | Rákóczi út                      | 20, 21, 21A, 22, 23, 23Y, 24, 25, 26, 27, 27Y, 28, 28Y, 29, 33, 38, 38Y, 39, 40, 44, 60, 60A, 60Y, 121, 140                                                                |                                                                                              |
| 26 | 17       | 34       | Autóbusz-állomás                | 3, 3E, 6, 6E, 7, 7Y, 8, 20, 21, 21A, 22, 23, 23Y, 24, 41, 41E, 41Y, 42, 42Y, 43, 60, 60A, 60Y, 73, 73Y, 103, 107E, 109E, 121, 130, 130A · Helyközi és távolsági autóbuszok | Távolsági autóbusz-állomás, Árkád, Vásárcsarnok                                              |
| 28 | 19       | 36       | Bőrgyár                         | 3, 6, 7, 7Y, 8, 22, 23, 23Y, 24, 33, 41, 41Y, 42, 42Y, 43, 60, 60A, 60Y, 73, 73Y, 103, 130, 130A · Helyközi autóbuszok                                                     | Bőrgyár                                                                                      |
| 30 | 21       | 38       | Szövetség utca                  | 3, 3E, 33, 60, 60A, 60Y, 103 |                                                                                              |
| 31 | 22       | 39       | Árnyas út                       | 3, 3E, 22, 23, 23Y, 24, 33, 60, 60A, 60Y, 103 | Honvéd Kórház                                                                                |
| 32 | 23       | 40       | Enyezd utca                     | 22, 23, 23Y, 24, 33, 60, 60A, 60Y |                                                                                              |
| 33 | 24       | 41       | Aidinger János út               | 1, 7, 7Y, 22, 23, 23Y, 24, 55, 60, 60A, 60Y, 73, 73Y, 107E, 109E, 142 |                                                                                              |
| 34 | 25       | 42       | Sztárai Mihály út               | 1, 7, 7Y, 22, 23, 23Y, 24, 55, 60, 60A, 60Y, 73, 73Y, 107E, 109E, 142 | Árpád Fejedelem Gimnázium és Általános Iskola                                                |
| 36 | 27       | 44       | Csontváry utca                  | 1, 3, 3E, 6, 6E, 7, 7Y, 22, 23, 23Y, 24, 55, 60, 60A, 60Y, 61, 62, 73, 73Y, 103, 107E, 109E, 121, 130, 130A, 142                                                           | Apáczai Csere János Nevelési Központ                                                         |
| 38 | 29       | 46       | Várkonyi Nándor utca            | 1, 3, 3E, 6, 6E, 8, 33, 55, 60, 60A, 60Y, 103, 121, 130, 130A · Helyközi autóbuszok                                                                                        |                                                                                              |
| 39 | 30       | 47       | Lahti utca                      | 1, 3, 3E, 6, 6E, 8, 33, 55, 60, 60A, 60Y, 103, 121, 130, 130A · Helyközi autóbuszok                                                                                        |                                                                                              |
| 41 | 32       | 49       | Krisztina tér                   | 1, 6, 6E, 8, 33, 55, 60, 60A, 60Y, 121, 130, 130A · Helyközi autóbuszok |                                                                                              |
| 43 | 34       | 51       | Enyezd utca                     | 22, 23, 23Y, 24, 33, 60, 60A, 60Y |                                                                                              |
| 44 | 35       | 52       | Árnyas út                       | 3, 3E, 22, 23, 23Y, 24, 33, 60, 60A, 60Y, 103 | Honvéd Kórház                                                                                |
| 45 | 36       | 54       | Szövetség utca                  | 3, 3E, 33, 60, 60A, 60Y, 103 |                                                                                              |
| 47 | 38       | 56       | Bőrgyár                         | 3, 6, 7, 7Y, 8, 22, 23, 23Y, 24, 33, 41, 41Y, 42, 42Y, 43, 60, 60A, 60Y, 73, 73Y, 103, 130, 130A · Helyközi autóbuszok                                                     | Bőrgyár                                                                                      |
| 48 | 39       | 57       | Autóbusz-állomás                | 3, 3E, 6, 6E, 7, 7Y, 8, 20, 21, 21A, 22, 23, 23Y, 24, 41, 41E, 41Y, 42, 42Y, 43, 60, 60A, 60Y, 73, 73Y, 103, 107E, 109E, 121, 130, 130A · Helyközi és távolsági autóbuszok | Távolsági autóbusz-állomás, Árkád, Vásárcsarnok                                              |
| 49 | 40       | 58       | Rákóczi út                      | 20, 21, 21A, 22, 23, 23Y, 24, 25, 26, 27, 27Y, 28, 28Y, 29, 33, 38, 38Y, 39, 40, 44, 60, 60A, 60Y, 121, 140                                                                |                                                                                              |
| 51 | 42       | 60       | 48-as tér                       | 2, 2A, 2E, 4, 4Y, 13, 13E, 13Y, 14, 14Y, 15, 15A, 20, 21, 21A, 30Y, 60, 60A, 60Y, 102, 102Y, 104, 104A, 104E, 104Y, 121 · Helyközi autóbuszok · Pécs-Külváros              | Egyetemi kollégium, Egyesített Egészségügyi Intézmény kirendeltsége, EKF kulturális negyed   |
| 53 | 44       | 62       | Zsolnay Negyed                  | 2, 2A, 4, 4Y, 13, 13E, 13Y, 14, 14Y, 15, 15A, 20, 21, 21A, 30Y, 60, 60A, 60Y, 102, 102Y, 104, 104A, 104E, 104Y, 121                                                        | Balokány-liget, Zsolnay porcelángyár, EKF kulturális negyed                                  |
| 55 | 46       | 64       | Mohácsi út                      | 2, 2A, 4, 4Y, 13, 13E, 13Y, 14, 14Y, 15, 15A, 20, 21, 21A, 25, 26, 30Y, 60, 60A, 60Y, 102, 102Y, 104, 104A, 104E, 104Y, 121 · Helyközi autóbuszok                          | ATI, Autóklub                                                                                |
| 57 | 48       | 66       | Gyárvárosi templom              | 2, 2A, 4, 4Y, 13, 13E, 13Y, 14, 14Y, 15, 15A, 25, 26, 26A, 30Y, 60, 60A, 60Y, 102, 102Y, 104, 104A, 104E, 104Y                                                             | Gyárvárosi templom, Szieberth Róbert Általános Iskola és Alapfokú Művészetoktatási Intézmény |
| 59 | 50       | 68       | Budai Állomás végállomás        | 2, 2A, 2E, 4, 4Y, 12, 13, 13E, 13Y, 14, 14Y, 15, 15A, 16, 25, 26, 26A, 30Y, 60, 60A, 60Y, 102, 102Y, 104, 104A, 104E, 104Y · Helyközi autóbuszok                           | Tesco, Autóbusz-állomás                                                                      |